# کناری (آواشناسی)
کناری (به انگلیسی: Lateral) اصطلاحی در آواشناسی تولیدی است که به شیوه تولید یک آوا اشاره دارد. در همخوان‌هایی که به این شیوه تولید می‌شوند، بخش مرکز زبان بست ایجاد می‌کند اما یک یا دو طرف کناره زبان پایین آمده و جریان هوا از کناره‌ها خارج می‌شود. جریان هوا اگر از یک طرف خارج شود کناری یک‌سویه و اگر از دو طرف خارج زبان خارج شود کناری دوسویه نامیده می‌شود. همخوان‌های کناری می‌توانند بیواک یا دمیده باشند. همخوان‌هایی که در تولیدشان جریان هوا هنگام خروج از کناره‌ها اصطکاک ایجاد کند، سایشی کناری نامیده می‌شود. در آواشناسی سنتی آواهای کناری در دسته ناسوده قرار می‌گیرند که خود شامل دو واج روان [r] و [l] می‌شود. بیش از ۹۵ درصد زبان‌های دنیا حداقل دارای یک واج روان هستند و ۷۷ درصد بیش از یک واج روان دارند. در این میان واج [l] رایج‌ترین واج است.
رایج‌ترین نوع همخوان کناری، کناری لثوی واکدار([l]) است که در زبان فارسی با نویسه «ل» نشان داده می‌شود. در انگلیسی دو واج [t] و [d] هنگامی پیش از واج [l] ظاهر شوند، تولیدشان همراه با انفجار از کناره‌های زبان خواهد بود که اصطلاحاً «انفجار کناری» نامیده می‌شود. در هجای آخر واژه‌هایی نظیر bottle و cuddle در زبان انگلیسی، حتی می‌توان گفت که بست ایجاد شده در واج [d] و [t]، تا انتها باقی می‌ماند.
در ادبیات رویکرد مختصه ممیز در واج‌شناسی، اصطلاح کناری در مقابل اصطلاح غیرکناری قرار دارد؛ یعنی واج‌هایی که در تولیدشان، شیوه کناری به کار نمی‌رود. چنین تقابلی بر اساس این فرض در این رویکرد است که نظام واجی را می‌توان با استفاده از تقابل‌هایی دوگانه نشان داد.

## گونه‌های کناری
گونه‌های مختلف همخوان کناری در زبان‌های مختلف به شرح زیر است:
| IPA              | نام                          | دسته    | زبان             | مثال      | واج‌نگاری          | معنا            |
| ---------------- | ---------------------------- | ------- | ---------------- | --------- | ----------------- | --------------- |
| [l̥]              | ناسوده کناری لثوی بیواک      | ناسوده  | دانمارکی         | plads     | [ˈpl̥æs]           | مربع            |
| [l]              | ناسوده کناری لثوی واکدار     | ناسوده  | انگلیسی          | let       | [lɛt]             | اجازه دادن      |
| [ɭ]              | ناسوده کناری برگشته          | ناسوده  | نروژی            | farlig    | [fɑ:ɭi]           | خطرناک          |
| [ʎ̥]              | ناسوده کناری کامی بیواک      | ناسوده  | نروژی            | alt       | [ɑʎ̥c]             | همه‌چیز          |
| [ʎ]              | ناسوده کناری کامی واکدار     | ناسوده  | یونانی           | ήλιος     | [ˈiʎos]           | خورشید          |
| [ʟ]              | ناسوده کناری نرمکامی         | ناسوده  | انگلیسی          | milk      | [mɪʟk]            | شیر             |
| [ʟ̠]              | ناسوده کناری ملازی           | ناسوده  | انگلیسی آمریکایی | wool      | [wʊʟ̠]             | پشم             |
| [ɬ]              | سایشی کناری لثوی بیواک       | سایشی   | آدیغی            | плъыжь    | [pɬəʑ]            | قرمز            |
| [ɮ]              | سایشی کناری لثوی واکدار      | سایشی   | آدیغی            | кӏалэ     | [t͡ʃʼa:ɮa]         | پسر             |
| [ɬ̢]              | سایشی کناری برگشته بیواک     | سایشی   | تودایی           | -         | [pʏ:ɭ̊˔]           | تابستان         |
| [ʎ̥˔] (یا [])    | سایشی کناری کامی بیواک       | سایشی   | داهالویی         | -         | [ʎ̥˔a:bu]          | برگ             |
| [ʟ̝]              | سایشی کناری نرمکامی واکدار   | سایشی   | آرچی             | -         | -                 | -               |
| [ʟ̝̊]              | سایشی کناری نرمکامی بیواک    | سایشی   | آرچی             | лъат      | [ʟ̝̊at]             | دریا            |
| [tɬ]             | انسایشی کناری لثوی بیواک     | انسایشی | ناهواتل          | āxōlōtl   | [a:ʃo:lo:t͡ɬ]      | نوعی سمندر      |
| [tɬʼ]            | انسایشی کناری لثوی فورانی    | انسایشی | کاباردی          | лӏы       | [t͡ɬʼə]            | مرد             |
| [dɮ]             | انسایشی کناری لثوی واکدار    | انسایشی | اوکیالا          | -         | -                 | -               |
| [cʎ̥] (یا[c])    | انسایشی کناری کامی بیواک     | انسایشی | هادزایی          | tlakate   | [c͡akate]         | کرگدن           |
| [cʎ̥ʼ] (یا[cʼ])  | انسایشی کناری کامی فورانی    | انسایشی | هادزایی          | dlaggwa   | [cʎ̝̥ʼakxʷ’a]       | درگهواره گذاشتن |
| [ɡʟ̝]             | انسایشی کناری نرمکامی واکدار | انسایشی | لاقویی           | -         | [ɡ͡ʟ̝]              | -               |
| [kʟ̝̊] (یا [k])   | انسایشی کناری نرمکامی بیواک  | انسایشی | آرچی             | лӀон      | [k͡ʟ̝̊on]            | گله             |
| [kʟ̝̊ʼ] (یا [kʼ]) | انسایشی کناری نرمکامی فورانی | انسایشی | زولویی           | umklomelo | [umkʟ̝̊ʼɔˈmɛ:lo]    | جایزه           |
| [ɺ]              | زنشی کناری لثوی              | زنشی    | ژاپنی            | -         | [kokoɺo]          | قلب             |
| [ɺ̢] (یا [])     | زنشی کناری برگشته            | زنشی    | پشتو             | ړوند‎      | [ɺ̢und]            | کور             |
| [ʎ̯]              | زنشی کناری کامی              | زنشی    | ایلگاری          | -         | [miʎ̯arɡu]         | (اسم خاص)       |
| [ɬ’]             | سایشی فورانی کناری لثوی      | فورانی  | آدیغی            | лӀы       | [ɬʼə]             | مرد             |
| [tɬ’]            | انسایشی فورانی کناری لثوی    | فورانی  | تسزی             | кьиш      | [t͡ɬʼɪʃ]           | تراشه           |
| [cʎ̥ʼ]            | سایشی فورانی کناری کامی      | فورانی  | داهالویی         | -         | [ʔacʎ̝̥ʼáno]        | نطفه            |
| [kʟ̝̊ʼ]            | سایشی فورانی کناری نرمکامی   | فورانی  | آرچی             | кьан      | [kʟ̝̊ʼan]           | عاشق بودن       |
| [ǁ], [ᶢǁ], [ᵑǁ]  | کلیک کناری لثوی              | کلیک    | زولویی           | xoxa      | [ǁɔ́:ǁa] = [ʖɔ́:ʖa] | مکالمه کردن     |

## گونه‌های کناری در زبان فارسی
در زبان فارسی تنها یک واج است که با شیوه کناری تولید می‌شود([l]) که در زبان فارسی با نویسه «ل» نشان داده می‌شود. این واج دارای واجگونه‌های زیر است:
| IPA  | نام                    | مثال  | واج‌نگاری | توضیح                                                                         |
| ---- | ---------------------- | ----- | -------- | ----------------------------------------------------------------------------- |
| [l]  | کناری لثوی واکدار      | لب    | [læb]    | در آغاز واژه و پس از سکوت، بین دو واکه و در موضع میانی پس از همخوان‌های واکدار |
| [l°] | نیم‌واکرفته             | طبل   | [tæbl]   | پایان واژه پس از همخوان‌های واکدار و میان واژه بعد از همخوان‌های بیواک          |
| [ɬ]  | سایشی کناری لثوی بیواک | سطل   | [sætl]   | پایان واژه پس از همخوان‌های بیواک                                              |
| [ḹ]  | بدون آمادگی            | عدل   | [ʔædl]   | پس از چهار همخوان /l, n, d, t/                                                |
| [ḻ]  | بدون انجام             | گلدان | [ɟoldan] | قبل از چهار همخوان /l, n, d, t/                                               |